# خانه بهروزی
خانه بهروزی مربوط به دوره قاجار است و در قزوین، خیابان امام، زرگر کوچه بن‌بست ۶ واقع شده‌است
این اثر در تاریخ ۱۱ مرداد ۱۳۸۴ با شمارهٔ ثبت ۱۲۶۰۸
به‌عنوان یکی از آثار ملی ایران به ثبت رسیده‌است.